# Pieter Genard
Pieter Genard (Oostende, 1976) is een Vlaams acteur en theatermaker. Hij behoort tot de artistieke kern van LAZARUS en schrijft en speelt veel stukken voor dit theatergezelschap.
Genard studeerde in 1998 af aan het Koninklijk Conservatorium Brussel.

## Theater
- Screen, Het nieuwstedelijk (2018)
- De wereld redden, LAZARUS (2018)
- Pleidooi tegen mezelf, monoloog, LAZARUS (2013)
- Idioot met LAZARUS (2013)
- Niets is onmogelijk met LAZARUS en Olympique Dramatique (2012)
- Oblomow met LAZARUS (2010)
- Hitler is dood met 't Arsenaal (2008-2010)
- Kunstwerk met LAZARUS (2008)
- Iets anders met LAZARUS (2007)
- Vandenhond met LAZARUS en Braakland/ZheBilding (2007)
- Tabula Rasa (2006) met LAZARUS (2006)
- Wegens succes verlengd met LAZARUS (2006)
- Het uur van de waarheid met LAZARUS (2005)
- De vreemdeling met Braakland/ZheBilding (2005)
- Holosofie, of de daad bij het woord vegen (2004)

## Televisierollen
- De Kotmadam (1996) - Daniel
- Thuis (1998-1999) - Bart Govers
- Flikken (2003) - Patrick Arras
- Witse (2004) - Joeri Verstraete
- Rupel (2005-2006) - Ward Vansteene
- Vermist (2008) - Eigenaar Hotel Lux
- Witse (2009) - Bram Moons
- Dubbelleven (2010-2011) - Niels
- Aspe (2010) - Bruno Busschots
- Zone Stad (2011) - Freek van Loon
- Aspe (2013) - Karel Sermont / Fred Sermont
- Deadline 25/5 (2014) - Wim Denuwelare
- Vossenstreken (2015) - Christophe Van Malderen
- Vermist (2015) - Jean-Marc Persoons
- De Bunker (2015) - Arne Simons
- Cordon (2016) - Stefan
- Professor T. (2016) - Rudi Van Grieken
- De Dag (2018) - Marnix
- Over water (2018) - Journalist Dirk
- War of the Worlds (2019-2022), als Johannes
- Undercover (2019) - Chirurg
- Hoodie (2020), als Willem De Jonge
- Déjà Vu (2021) - Rechercheur
- Glad IJs (2021) - Manager Belgofrost
- Billie vs Benjamin (2022, 2024) - Gynaecoloog
- Transport (2022) - Franz
- Knokke Off (2023-heden) - Jan Basteyns
- Hacked (2023) - Jan
- Ferry (2023) - Spoedarts
- Juliet (2024) - Herman Dumon
- Kameleon (2024) - Philippe

## Filmrollen
- Dagen zonder lief (2007), als Kurt
- Kassablanka (2002), als Kevin
- Man van staal (1999), als Duits soldaat